# Академічний скептицизм
Під академічним скептицизмом ходиться і скептичний період античного платонізму, що датується приблизно 266 р. до н. е., коли Аркесілай став вченим Платонівської академії, до приблизно 90 р. до н. е. та коли Антіох Аскалонський відкинув скептицизм, хоча окремі філософи, такі як Фаворин і його вчитель Плутт, продовжували захищати скептицизм і після цієї дати. На відміну від існуючої школи скептицизму пірроністів, школа Академічного скептицизму стверджувала, що істинне знання про речі неможливе. Ідеї чи уявлення ніколи не є істинними; тим не менш, існують ступені імовірності, а отже, і ступені віри, які дозволяють людині діяти. Для школи були характерними напади на стоїків, зокрема на їхню догму про те, що переконливі уявлення ведуть до істинного знання. Найважливішими академіками скептицизму були Аркесілай, Карнеад і Філон Лариський. Найбільш змістовним стародавнім джерелом інформації про академічний скептицизм є Academica, написана філософом академічного скептицизму Цицероном.

## Огляд

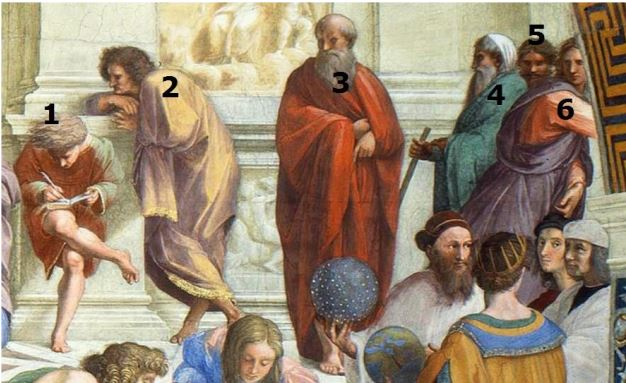
Скептики в живописі Афінської школи Рафаеля. 1. Піфодор 2. Аркесілай Пітанський 3. Карнеад з Кирени 4. Піррон з Еліди 5. Тимон Флійський 6. Феодор Атеїст з Кирени

Грецький філософський скептицизм, як окрема філософська течія, розпочався з Пірона з Еліди (бл. 360 р. до н. е. — бл. 270 р. до н. е.), антецедентами якого були Ксенофан і Демокріт. Послідовники Пірона, пірроністи, вказали на проблему критерію: а саме на те, що наші теорії та наші чуттєві враження не в змозі точно відрізнити істину від неправди; тому ми повинні призупинити судження (принцип міркування у філософії, який означає припинення всіх метафізичних висловлювань). Пірроністи були настільки послідовні, що поширили свій сумнів навіть на свій власний принцип сумніву, зробивши пірронічний скептицизм універсальним, таким чином уникаючи докору за те, що вони ґрунтують його на свіжому догматизмі. Психічна незворушність (атараксія) була результатом, якого можна досягти шляхом культивування саме такого настрою.
Близько 266 року до нашої ери учень Піррона Аркесілай став головою Платонівської академії. Він прийняв скептицизм як центральний принцип платонізму, зробивши платонізм майже синонімічним до пірронізму. Після Аркесілая академіки (платоністи) відійшли від пірронізму. Цей скептичний період античного платонізму, від Аркесілая до Філона з Лариси, став відомим під назвою нова Академія. Деякі античні автори внесли додаткові підрозділи академії, такі як середня Академія. Після смерті пірроніста Тімона Фліунтського, Платонівська академія стала головним прихильником скептицизму аж до середини першого століття до нашої ери. Хоча на ранній академічний скептицизм частково вплинув Піррон, він (академічний скептицизм) ставав все більш догматичним, поки Енесидем у першому столітті до нашої ери не розірвав стосунки із академічними скептиками і повністю прийняв пірронізм, засуджуючи Академію, називаючи їх «стоїками, що воюють проти стоїків».
Академіки не мали сумнівів в існуванні істини ; вони просто сумнівалися в тому, що людський розум здатний її пізнати. Ця позиція спиралася на « Федон „ Платона, у якому Сократ обговорює, що знання недоступне для смертних.

У той час як метою пірроністів було досягнення атараксії, після Арцесілая академіки не розглядали її досягнення як основну мету. Академіки зосередилися на критиці догм інших філософських шкіл, зокрема на критиці догматизму стоїків. Вони визнавали деякі ознаки внутрішнього морального закону, але для них він був лише дещо резонним орієнтиром, володіння яким, однак, формувало справжню відмінність між мудрецем і дурнем. Якою б незначною не була різниця між позиціями академіків і пірроністів, порівняння їхнього життя приводить до висновку, що практична філософська поміркованість була характерною саме для академіків, тоді як цілі пірроністів були більш психологічними. Римський історик другого століття Авл Гелій описав різницю між академічними скептиками та пірроністами такими словами:
“…академіки розуміють (у певному сенсі) сам факт того, що нічого не можна осягнути, і визначають (у певному сенсі), що нічого не можна визначити, тоді як пірроністи стверджують, що навіть ці твердження хибні, бо нічого не є істинним».

## Аркесілай
Аж до Аркесілаю Платонівська академія визнавала принцип пошуку загальної єдності у всьому, за допомогою чого можна було б знайти принцип визначеності. Проте Аркесілай підняв питання на новий рівень, поставивши під сумнів саму можливість існування визначеності. Сократ сказав: " Я знаю, що я нічого не знаю ". Але Аркесілай пішов далі і заперечив можливість навіть сократівського мінімуму впевненості: «Я навіть не можу знати чи знаю я, чи ні».
Доктрини Аркесілаю, які скоріш за все були зібрані з творів інших, представляють критику на стоїчну phantasia kataleptike (критерій). Вони засновані на скептицизмі, який був прихований у пізніх працях Платона. Аркесілай вважав, що силу інтелектуальних переконань не можна вважати дійсною, оскільки вона характерна однаково для суперечливих переконань. Невизначеність чуттєвих даних так само стосується висновків розуму, і тому людина повинна задовольнятися правдоподібністю цих висновків, яких достатньої для практичного орієнтиру. «Ми нічого не знаємо, навіть не знаємо наскільки ми неосвічені»; тому мудрій людині достатньо задовольнитисьагностичною позицією.

## Карнеад

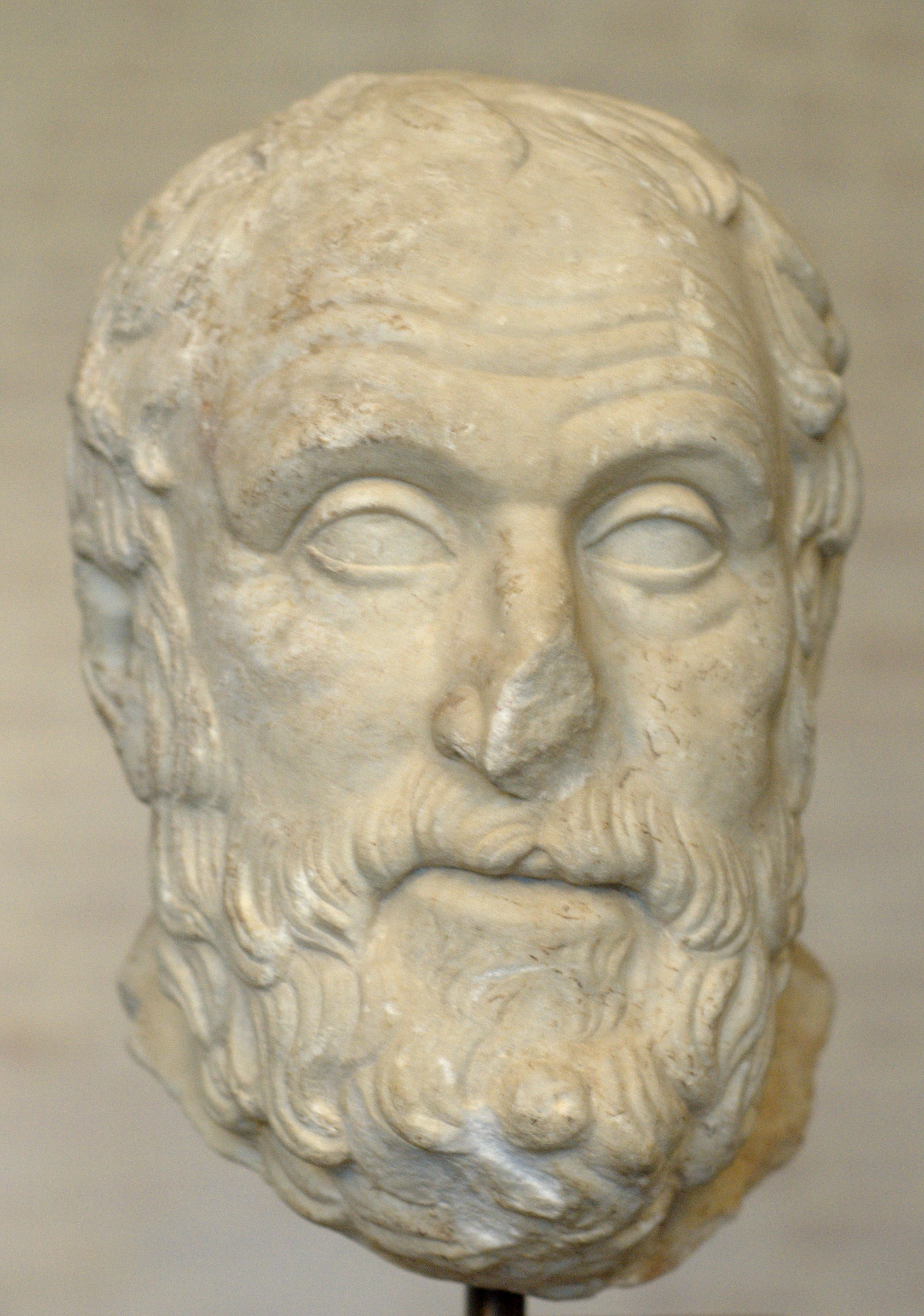
Карнеад з Кірени, найважливіший з академічних скептиків

Наступним етапом академічного скептицизму був помірний скептицизм Карнеада, який, за його словами, існував завдяки його опозиції Хрісіппу.
До стоїчної теорії сприйняття, phantasia kataleptike, за допомогою якої стоїки висловлювали переконання у впевненості, що випливає з настільки сильного сприйняття свідомістю будь якого аспекту реальності, що його (це сприйняття) можна назвати наукою, він запропонував вчення про акаталепсію, яке заперечувало будь-яку необхідну відповідність між сприйняттям і сприйманими об'єктами. Усі наші відчуття відносні і знайомлять нас не з істинною сутністю речей, які ми сприймаємо, а з тим, яке враження вони на нас справляють. Досвід, за його словами, чітко показує, що наша свідомість не відображає істини. Немає такого поняття, яке не могло б нас ввести в оману; неможливо відрізнити хибні та правдиві сприйняття реальності; тому слід відмовитись від стоїчної phantasia kataleptike. Немає phantasia kataleptike («критерію») істини. Карнеад також різко критикував стоїчну теологію та фізику. Відповідаючи на вчення про остаточну причину (призначення життя), про задум у природі, він вказав на те, що спричиняє руйнування та небезпеку для людини, на зло, скоєне людьми, наділеними розумом, на жалюгідний стан людства та на нещастя, які трапляються з добрими людьми. Він зробив висновок, що немає жодних доказів для вчення про волю Божу. Навіть якби у Всесвіті й існував упорядкований зв'язок її складових, причини тому цього могли б бути і цілком закономірні (мається на увазі — без Божественного втручання). Неможливо надати докази того, що світ є чимось більшим, ніж продуктом природних сил.
Оскільки знання неможливе, мудра людина повинна практикувати епоху (призупинення судження). Мудрець навіть не буде впевненим, що ні в чому не можна бути впевненим. Однак Карнеад уник абсолютного скепсису за допомогою доктрини правдоподібності, яка може служити практичним керівництвом у житті. Ідеї чи уявлення ніколи не є істинними; тим не менш, існують ступені імовірності, а отже, і ступені віри, які дозволяють людині діяти. На думку Карнеада, сприйняття може бути правдоподібним саме по собі; правдоподібним та несуперечливим (таким, що не відволікає на інші відчуття, а навпаки демонструє гармонію з ними) у порівнянні з іншими; імовірне, несуперечливе, ретельно досліджене та підтверджене. У першому ступені є сильне переконання в належності створеного враження; другий і третій ступені виробляються порівнянням враження з іншими, пов'язаними з ним, і аналізом самого себе. Карнеад не залишив жодних письмових творів; складається враження, що його думки були систематизовані його учнем Клітомахом, чиї роботи, в тому числі " про призупинення судового рішення ", були використані Цицероном.

## Філон Лариський
У Філона Лариського можна знайти тенденцію не лише узгоджувати внутрішні розбіжності самої Академії, а й пов'язувати її з паралельними системами мислення. Загалом його філософія була реакцією яка суперечила скептичній чи агностичній позиції середньої та нової Академії та була на користь догматизму Платона. Філон Лариський прагнув показати, що Карнеад не був противником Платона. Також він стверджував, що очевидний антагонізм між платонізмом і стоїцизмом існував лише через те, що вони сперечалися з різних точок зору. З цього синкретизму і виник еклектичний середній платонізм Антіоха Аскалонського, останній етап розвитку Академії.

## Також дивіться
- Науковий скептицизм